# Plateau Chilcotin
Le plateau Chilcotin (en anglais : Chilcotin Plateau) est un sous-plateau du plateau Fraser, dans la province de Colombie-Britannique au Canada.